# Justí de Sicília
Justí de Sicília fou un bisbe sicilià d'una de les seus insulars, sense que es pugui precisar quina, que vivia a la darrera part del segle v i fou present al concili celebrat a Roma el 483 o 484 sota el papa Fèlix III en el qual Pere Ful·ló Γναφεὺς), patriarca d'Antioquia, fou condemnat per herètic. Justí li va dirigir algunes cartes per treure a Pere del seu error; una carta en la seva versió llatina es conserva sota el nom de Epistola Justini Episcopi in Sicilia, ad Petrum Fullone s. Cnapheum. Pagi proposa corregir Sicília per Cilícia. Dodwell i altres li atribueixen Responsiones ad Orthodoxos i Expositio Rectae Confessionis, considerades obres de Justí Màrtir.